# Bracht (België)
Bracht is een plaats met 92 inwoners in de Belgische provincie Luik in de gemeente Burg-Reuland.

## Geschiedenis
Bracht werd voor het eerst vermeld in 1330, toen er sprake was van ene Hugo de Brait. In 1495 werd Breicht genoemd, waar toen vier woningen (vuurhaarden) stonden.
In 1695 werd een kapel gebouwd. Het Slot Bracht werd vanaf 1782 gebouwd.

## Bezienswaardigheden

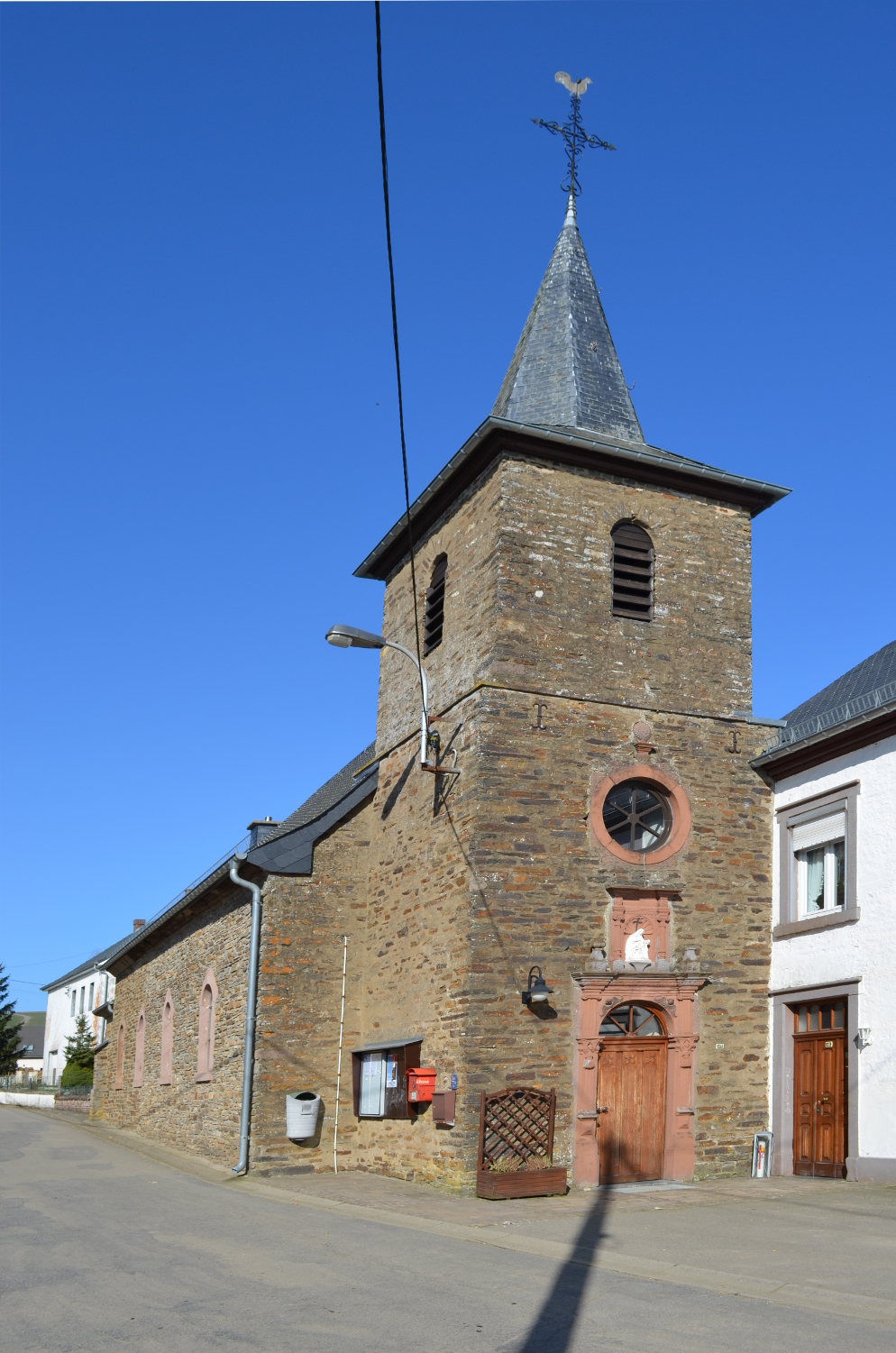
Onze-Lieve-Vrouwekapel

- Slot Bracht
- Onze-Lieve-Vrouwekapel

## Nabijgelegen kernen
Maspelt, Reuland, Weweler, Steffeshausen
Deelgemeenten: Reuland · Thommen

Overige kernen: Aldringen · Alster · Auel · Bracht · Braunlauf · Diepert · Dürler · Espeler · Grüfflingen · Koller · Lascheid · Lengeler · Maldingen · Malscheid · Maspelt · Oberhausen · Oudler · Ouren · Richtenberg · Steffeshausen · Stoubach · Weidig · Weisten · Weweler

Belgische gemeenten · Duitstalige Gemeenschap · Arrondissement Verviers · Luik · Wallonië